# Мелес Зенаві
Ейто Легессе «Мелес» Зенаві Асрес (геєз መለስ ዜናዊ meles zēnāwī, нар. 8 травня 1955, Адуа — пом. 20 серпня 2012, Брюссель) — ефіопський державний і політичний діяч, прем'єр-міністр Ефіопії з 22 серпня 1995 до своєї смерті. Президент республіки 28 травня 1991 — 22 серпня 1995. Очолював Революційно-демократичний фронт ефіопських народів, правлячу в країні коаліцію.
Прийшов до влади з ефіопським Народно-революційним фронтом у травні 1991 після поразки уряду Менгисту Хайле Маріама, до цього був одним з лідерів партизанської боротьби проти комуністичного уряду.

## Біографія
Мелес Зенаві народився 8 травня 1955 року (за іншими даними — в 1954 або 1956 році) в місті Адува (Адуа), у регіоні Тигре на півночі Ефіопії. В 1972 році закінчив середню школу в Аддис-Абебі і вступив на медичний факультет Університету Аддис-Абеби. В 1974 році залишив навчання і приєднався до Народно-визвольного фронту Тигре (TPLF), який виступав проти військового уряду Ефіопії (Дерга), який очолював Менгисту Хаіле Маріам. Прихильники TPLF в 1980-ті роки були відомі як переконані прихильники комунізму. Мелес в цьому русі займався питаннями інформаційного забезпечення та пропаганди. З 1989 року Мелес був головою TPLF і коаліції революційних сил — Ефіопського народного революційно-демократичного фронту (EPRDF).
У травні 1991 року Менгісту був скинутий, сили EPRDF зайняли Аддис-Абебу, і Мелес став головою перехідного уряду Ефіопії. Комуністична ідеологія TPLF поступилася місцем орієнтації на економічну лібералізацію: про зміну курсу Мелес оголосив ще в 1990 році. В цей період вивчав економіку в Роттердамському університеті Еразма та згодом здобув ступінь магістра. Мелес став одним із творців конституції 1994 року, що встановила в Ефіопії федеративний устрій.
22 серпня 1995 Мелес був обраний прем'єр-міністром, фактично він став главою держави при номінальному президенті. В 1993 році була проголошена незалежність Еритреї, в результаті чого Ефіопія позбулася виходу до океану. Тим не менш, у той час уряд Мелеса не виступив проти Еритрейського режиму, представники якого на чолі з Ісайєю Афеверкі (Isaias Afewerki) колись теж боролися проти режиму Менгісту і входили в EPRDF. Ситуація змінилася з початком війни між Ефіопією та Еритреєю через територіальні суперечки (1998—2000).
Через рік після завершення ефіопсько-еритрейського конфлікту (зупиненого міжнародними зусиллями) частина керівників центрального комітету TPLF виступила проти проведених Мелесом реформ і звинуватила його в зайвій м'якості по відношенню до Еритреї. Тим не менше, прем'єрові вдалося зберегти і зміцнити свою владу, і в наступні роки, особливо після того, як в 2001 році США розгорнули «війну проти терору», він встановив тісні відносини з західними країнами. В 2004 році Мелес увійшов до складу Африканської комісії прем'єра Великої Британії Тоні Блера, яка була мала боротися з бідністю на африканському континенті. У 2005 році прихильники Мелеса здобули перемогу на парламентських виборах і затвердили його на чолі уряду на черговий п'ятирічний термін. Опозиція провела в Аддис-Абебі масові демонстрації протесту, які були придушені силами правопорядку. В результаті безладів загинули 42 людини, і Мелес охарактеризував подію як провалену спробу «помаранчевої революції».
Наприкінці 2006 — початку 2007 року Ефіопія втрутилася у протистояння між тимчасовою адміністрацією Сомалі, якою керує президент Абдуллагі Юсуф Ахмед, і Радою ісламських судів Сомалі (SICC), в середині 2006 року встановив контроль над центральною і південною частиною території Сомалі. Ефіопські війська відіграли вирішальну роль у розгромі ісламістів, які були витіснені з Могадішо і більшості зайнятих раніше позицій. На початку 2007 року в конфлікт втрутилися США, які атакували бойовиків SICC з повітря: американський уряд звинуватив цей рух в зв'язках з міжнародною терористичною мережею Аль-Каїда.
Мелес Зенаві одружений, у нього четверо дітей.
Помер 20 серпня 2012 від інфекції у брюссельській лікарні.

## Виноски
1. ↑  Иван Иванов. Люди: Мелес Зенауи. — Эхо планеты, 02.12.2005. — № 49 (920)
2. ↑  Biography: Meles Zenawi. — Centre for Global Negotiations
3. ↑  Peter Biles. Profile: Ethiopian leader Meles Zenawi. — BBC News, 10.08.2005
4. ↑   Мелес Зенави, премьер-министр Эфиопии. — Africana.ru
5. ↑  de Waal, A. (5 грудня 2012). The theory and practice of Meles Zenawi. African Affairs (англ.). Т. 112, № 446. с. 148—155. doi:10.1093/afraf/ads081. ISSN 0001-9909. Архів оригіналу за 14 червня 2018. Процитовано 9 червня 2018.
6. ↑  Андрей Бекетов. Оптимизм Блэра по поводу Африки разделяют не все. — BBC News, Русская служба, 07.10.2004
7. ↑  Мелес Зенауи, премьер-министр Эфиопии. — Коммерсант — Первые лица, 11.11.2005
8. ↑  Timeline: Somalia. — BBC News, 09.01.2007
9. ↑  Somali Islamists told to disarm. — BBC News, 02.01.2007
10. ↑  Guled Mohamed. Ethiopian troops advance on Mogadishu. — Reuters, 26.12.2006
11. ↑  Ethiopian jets bomb Somalia areas. — Reuters, 24.12.2006